# Битлманија
Битлманија је појава која је везана за групу Битлси. Појавила се у Уједињеном Краљевству, а потом проширила по целој Европи, затим САД и коначно целом свету. 
Манифестовала се у масама обожаватељки групе, које су вриштале кад би се појавили. Временом је расла и, између осталог, због немогућности да се концентришу на своја концертна извођења, Битлси су се повукли са турнеја. Обожаваоци су наставили да их прогоне и после тога, све до коначног распада групе.

## Историја појма
Термин „битлманија“ први пут се користи у Даили Миррор-у 1963. године. Ово је био чланак о концерту Битлси у Челтнаму. Већ током пролећних и летњих концерата Битлса 1963. фанови су њихов наступ пратили заглушујућим вриском и узвицима, изјурили на сцену, јецали и падали у несвест.
Концерти Битлса у САД доказ су колико је далеко отишла њихова популарност. Битлси су убрзо постали популарни међу младима и у социјалистичким земљама.

## У уметности
Битлманија се већ појављује у филмовима Битлса A Hard Day's Night и Help!, где група бежи од својих обожавалаца.
Битлманија се такође појављује у филмовима:
- Yesterday је пољски филм из 1985.
- I Wanna Hold Your Hand је амерички филм из 1978, jе први филм Роберта Земецкиса.